# اسکرودیت
اسکرودیت  (به انگلیسی: Scorodite) با فرمول شیمیایی Fe 3+[AsO]4.2H2O از مجموعه کانی هاست و دارای بوی سیر است. از کلمه یونانی Skorodon به معنای سیر گرفته شده‌است. Fe2O۳:۳۴٫۶۰٪ As2O۵:۴۹٫۷۹٪ برای اولین بار در آمریکا کشف شد و از نظر شکل بلور: بی پیرامید - منشوری، رنگ: زرد - سبز آبی - سبز تا سیاه - سبز، شفافیت: نیمه شفاف، جلا: شیشه‌ای - چرب، رخ: ناقص، سیستم تبلور: ارترومبیک و در رده‌بندی آرسنیات است و منشأ تشکیل آن ناحیه اکسیداسیون است.
همایند کانی‌شناسی (پارانژ) آن - آرسنوپیریت- لیمونیت- پیریت است
، از نظر ژیزمان توپی - اگرگات الیافی - خاکی - دانه‌ای تقریباً کمیاب است و بیشتر در آلمان غربی و شرقی، اطریش، URSS و برزیل یافت می‌شود.